# Prąd wirowy
Prąd wirowy (zwany również prądem Foucaulta od nazwiska odkrywcy J. Foucaulta) – prąd indukcyjny, który pojawia się w substancji przewodzącej prąd (przewodniku), znajdującej się w zmiennym polu magnetycznym lub poruszającej się względem źródła stałego pola magnetycznego. 
Prąd wirowy powoduje powstawanie indukowanego pola magnetycznego, które przeciwdziała zmianom pierwotnego pola magnetycznego zgodnie z prawem Lenza. Wraz ze wzrostem natężenia pola magnetycznego bądź przewodności właściwej przewodnika lub im szybciej zmienia się pole magnetyczne, na którego działanie wystawiony jest przewodnik, tym silniej indukują się prądy wirowe.

Ruch metalu względem pola magnetycznego wywołuje prądy wirowe w metalu

Prądy wirowe szkodliwie wpływają na sprawność urządzeń elektrotechnicznych. Zjawisko to uwidacznia się w magnetowodach obwodów prądu zmiennego, wykonanych z materiałów przewodzących prąd, np. prądnice czy transformatory. Z tego też względu nie wytwarza się tych elementów z jednolitych brył metalu, lecz składa się np. z pakietów cienkich blach, odizolowanych wzajemnie warstwą izolacji (emalia, lakier, utlenienie powierzchni) lub wykonuje z substancji nie przewodzących prądu elektrycznego (np. z ferrytów).

## Zastosowanie
Ogrzewanie w wyniku przepływu prądów wirowych wykorzystywane jest na szeroką skalę w piecach indukcyjnych, używanych w procesie nagrzewania podczas obróbki cieplnej metali. Ostatnio coraz częściej w domowych kuchniach indukcyjnych, gdzie wykazuje wiele zalet w porównaniu z tradycyjnym ogrzewaniem oporowym. 
Zjawisko powstawania prądów wirowych znajduje także zastosowanie w hamulcach magnetycznych, np. w elektromechanicznych licznikach energii elektrycznej, w tłumikach drgań niektórych typów mierników wskazówkowych, oraz na szeroką skalę w zwalniaczach elektromagnetycznych (zwanych potocznie retarderami), w które wyposażane są samochody ciężarowe i autobusy. 
Wykorzystanie zjawiska powstawania prądów wirowych niesie za sobą możliwość przeprowadzania m.in.
- pomiaru przewodności właściwej celem określenia:
  - rodzaju materiału,
  - grubości materiału,
  - grubości powłok metalicznych jak i niemetalicznych np. powłok lakierniczych,
  - warunków obróbki cieplnej jak i uszkodzeń na skutek obróbki cieplnej,
  - głębokości zahartowania powierzchni, twardości powierzchni,
- diagnostyki maszyn do pomiarów drgań - giętych i wzdłużnych, np. wałów,
- defektoskopii z zastosowaniem prądów wirowych tj. pomiaru struktury metali pod kątem rys, zawalcowań, pęknięć, pustek i wtrąceń np. rur, wałów. Są to badania z grupy nieniszczących, umożliwiające sprawdzenie ciągłości elementu, wykrycie ubytków korozyjnych w profilach zamkniętych, itp. Badanie prowadzone jest za pomocą manualnych, półautomatycznych lub w pełni zautomatyzowanych systemów i na podstawie np. skali kolorystycznej określa się cechy materiału takiej jak grubość, ewentualne ubytki i uszkodzenia materiału.

Zalety systemów defektoskopowych opartych na zjawisku powstawania prądów wirowych:
- nieskomplikowane przygotowanie materiału do badania,
- wysoka czułość w określaniu nieciągłości materiału, pęknięć i innych defektów,
- wyniki pomiarów dostępne natychmiastowo,
- nieskomplikowane urządzenia pomiarowe, często dostępne jako urządzenia przenośne,
- metoda pomiarowa nie wymaga kontaktu elementu badanego z sondą pomiarową (bezstykowość),
- brak ograniczeń wynikających ze skomplikowania kształtów elementów badanych.

Wady:
- możliwość sprawdzania tylko materiałów metalicznych ze względu na przewodnictwo elektryczne,
- ograniczona głębokość weryfikacji materiału,
- rozwarstwienia materiału, pęknięcia itp. leżące równolegle do przebiegu uzwojenia sondy i kierunku badania są niewykrywalne,
- powierzchnia badana musi być dostępna dla sondy (wymagana jest określona odległość sondy od powierzchni),
- wymagane jest doświadczenie w interpretacji wyników badania,